# Freddy Gigele
Freddy Gigele (* 6. Jänner 1961 in Zams) ist ein österreichischer Musiker und Komponist. Nachdem er Anfang der 1980er Jahre seinen Durchbruch mit der Tiroler Hard-Rock-Band No Bros hatte, war er in den folgenden Jahrzehnten vor allem als Film- und Fernsehkomponist sowie Liedermacher für den Österreichischen Rundfunk (ORF) aktiv. Darunter hatte er mit Freddy und die wilden Käfer, Freddys Freunde und Sing und tanz mit Freddy auch drei eigene Kurzsendungen im Programm.

## Leben und Karriere
Freddy Gigele wurde am 6. Jänner 1961 als Sohn der Bergbauernfamilie Josef und Anna Gigele in der Gemeinde Zams im Oberinntal geboren und wuchs in dem kleinen Dorf Kauns im Kaunertal auf. Bereits als Kind übte er sich als Schlagzeuger auf einem selbst zusammengestellten Schlagzeug bestehend aus Dosen und Deckeln und sang bereits in seiner Kindheit in der örtlichen Kirche. Bereits als Elfjähriger hatte er erste öffentliche Auftritte und lernte verschiedene Instrumente. Gigele, der vor allem durch seinen Volksschullehrer zur Musik gekommen war, begann dabei mit fünf Jahren am Akkordeon, war mit sieben Jahren Vorsänger in der Kirche, mit acht Jahren war er Trommler bei der Schützenkompanie und danach bei der Musikkapelle und lernte später auch noch Trompete, Posaune und Gitarre; das alles als Autodidakt. Mit 14 Jahren hatte er Auftritte mit den Kauntaler Buam, wo er mehrere Instrumente spielte. Bald darauf gründete Gigele einige eigene Bands. Nach Gründung seiner ersten Band als Elfjähriger wurde vom Vater, der nicht viel von Musikern hielt, zu einer Kochlehre (im Schwarzen Adler in Landeck) gedrängt, die Freddy Gigele jedoch nach eineinhalb Jahren wieder abbrach. Er hielt sich unter anderem als DJ, als Skilehrer in Serfaus oder als Hilfsarbeiter am Bau finanziell über Wasser. Ende der 1970er war er eines der Gründungsmitglieder der Tiroler Hard-Rock-Band No Bros, die bereits zuvor ab 1974 unter dem Namen Target bestanden hatte.
Nachdem sich nach einigen Jahren mit No Bros, bei denen er als Sänger und Komponist agierte, die ersten kommerziellen Erfolge einstellten und 1981 mit dem Album Heavy Metal Party der eigentliche Durchbruch folgte, zog er noch im gleichen Jahr nach Wien, wo er im darauffolgenden Jahr 22-jährig seine erste, aus einer Akademikerfamilie stammende Ehefrau heiratete und mit ihr eine Tochter bekam. Gleich im Anschluss an die Erfolge mit dem neuen Album war er 1982 an der Filmmusik zu Niki Lists Film Café Malaria beteiligt. Zuvor war er rund fünf Jahre mit der Band quer durch Europa getourt und wurde bei einem dieser Konzerte in der Heimat von einem ORF-Mitarbeiter entdeckt. 1986 löste sich No Bros auf. Gigele veröffentlichte 1987 die Single „Day after Day“. Er hatte zu diesem Zeitpunkt bereits zwei Semester (1984/85) am Wiener Konservatorium studiert. 
Kurz darauf wurde er ein weiteres Mal entdeckt; diesmal, als er bei einer Kinderveranstaltung ein Lied spielte und ihm ein ORF-Mitarbeiter anbot, Signations für den Sender zu schreiben. So war er unter der Ära Teddy Podgorskis unter anderem im selben Jahr als Musikkomponist beim Kultfilm Müllers Büro von Niki List im Einsatz und schrieb für den Film zehn Musiktitel. 
Im Laufe der Jahre schrieb er zahlreiche Kennmelodien des Österreichischen Rundfunks, darunter Melodien für die ORF nachlese und Nachbar in Not. Ab 1993 kam es zu einer langjährigen und fruchtbaren Zusammenarbeit mit Thomas Brezina in den Bereichen Fernsehen sowie Hörspiel und Hörbuch, dabei vor allem bei dessen Werken Tom Turbo, Knickerbocker-Bande, Sieben Pfoten für Penny und dem Forscherexpress. Allein für das von 1994 bis 2008 produzierte Kinderprogramm Confetti TiVi des öffentlich-rechtlichen Senders komponierte Gigele im Laufe der Zeit mehrere hundert Signations, die später teilweise auch auf CD erschienen. Auch parallel zum ORF arbeitete der Vater von fünf Kindern bei diversen anderen Sendern. Dabei betreute er auch den ARD, ZDF, Radio Salzburg, Radio Stephansdom oder TW1. Des Weiteren produzierte der ab 1994 in seiner neuen Funktion als Musikdesigner mehrere hundert Signations, darunter für das Kasperltheater, die Filme Wahre Liebe (Regie: Kitty Kino, 1990), Ach, Boris... (Regie: Niki List, 1990), Benny’s Video (Regie: Michael Haneke, 1992) und zwei Episoden der europäischen Krimiserie Eurocops, bei denen ebenfalls Kitty Kino als Regisseurin agierte. Weitere Einsätze als Komponist hatte er später auch für verschiedene Polizeiruf-110-Produktionen oder SOKO Kitzbühel.
Des Weiteren agierte er als Komponist zahlreicher TV- und Radiowerbungen, war an unterschiedlichen Musical-Produktionen (u. a. an Hatschi Bratschi) und Volksstücken beteiligt, war Musikproduzent der ersten und zweiten Staffel von Starmania und ist auch weiterhin beim Nachfolgeprogramm des Confetti TiVi, der Programmreihe Okidoki als Musikkomponist beteiligt. In dieser Reihe ist er auch selbst mit den Kurzsendungen Freddy und die wilden Käfer, Freddys Freunde und Sing und tanz mit Freddy, bei denen er persönlich vor der Kamera steht, vertreten. Auch beim 21 Jahre nach der Filmpremiere von Müllers Büro gestarteten gleichnamigen Musical, war Gigele als Komponist im Einsatz Das Musical wurde in diversen Wiener Theaterhäusern, aber auch in Deutschland und der Schweiz aufgeführt. Drei Jahre zuvor war er in Neu-Delhi, wo er unter anderem zusammen mit dem bekanntesten zeitgenössischen indischen Musiker Ravi Shankar und dessen Tochter musizierte.
Seit 2019 tritt er mit Freddy Gigele’s No Bros auf und ist alleiniger Markeninhaber von No Bros. 2019 erschien die EP „Wonderland“ und die Band absolvierte mit den neuen und alten Songs mehrere Live-Auftritte. Gleichzeitig wurde ein Musikvideo zum Song Wonderland auf Youtube veröffentlicht.